# Kloster Ebstorf

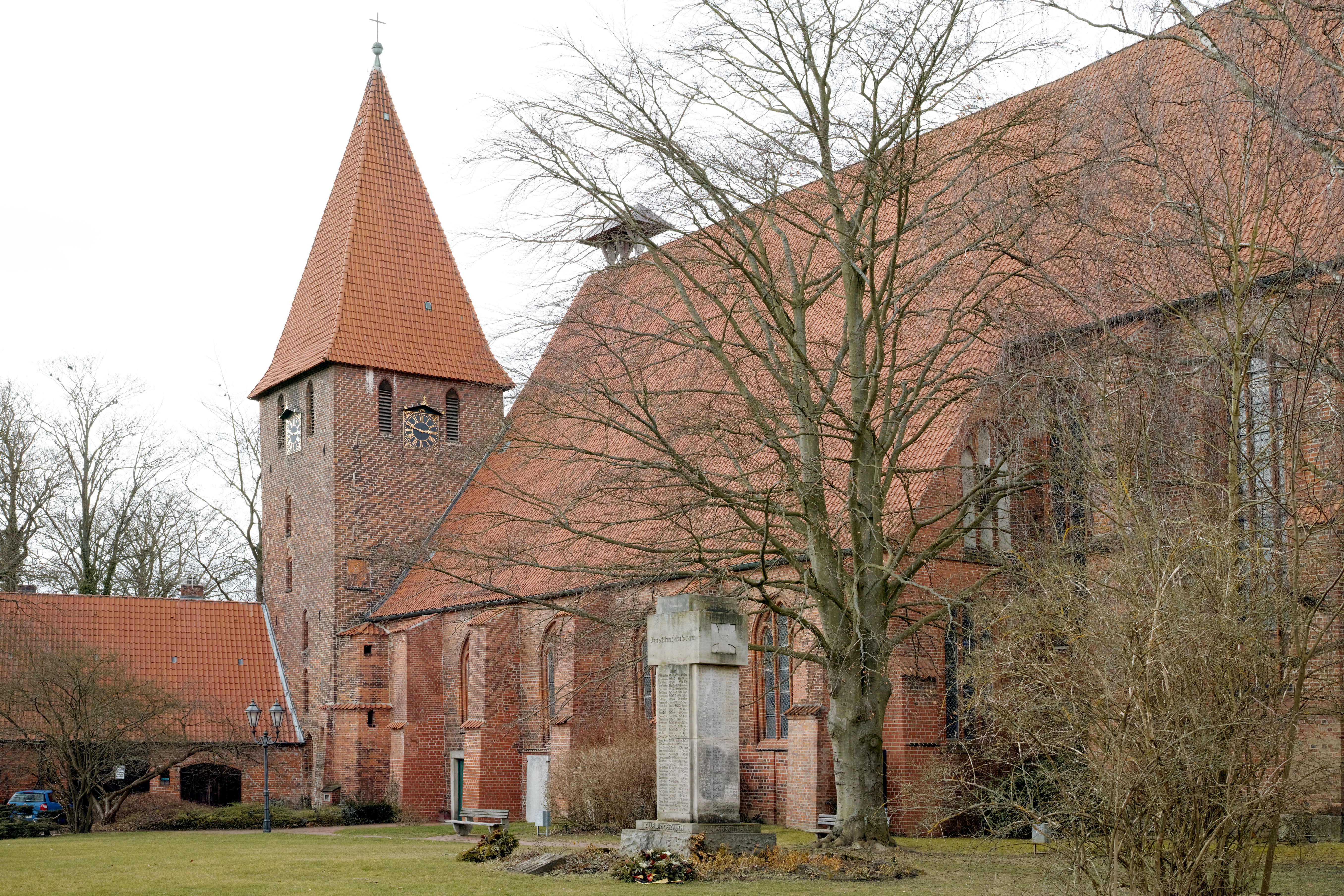
Niedriges Südseitenschiff, Turm und Stundenglocke der Klosterkirche

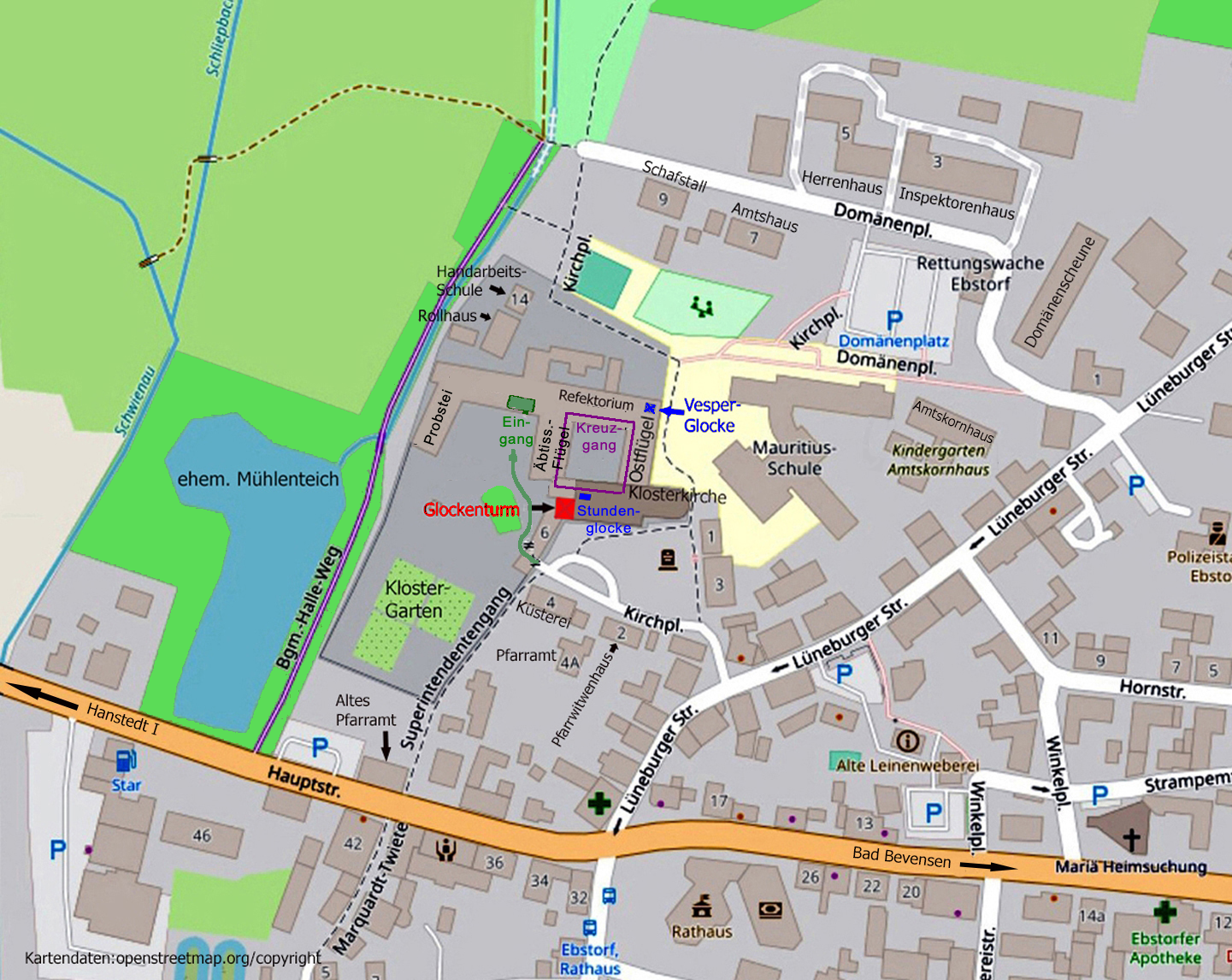
Lageplan des Klostergeländes

Das Kloster Ebstorf wurde als Kloster St. Mauritius (möglicherweise ein Doppelkloster) der Prämonstratenser gegründet und war ab Ende des 12. Jahrhunderts ein Benediktinerinnenkloster. Es ist eines von mehreren Klöstern, die von der Klosterkammer Hannover verwaltet werden. Es beherbergt ein evangelisches Damenstift und eine landwirtschaftliche Schule. Das Kloster ist durch die berühmte Ebstorfer Weltkarte aus dem 13. Jahrhundert, seine umfangreiche mittelalterliche Ausstattung sowie seine Handschriften-Bibliothek bekannt.

## Geschichte

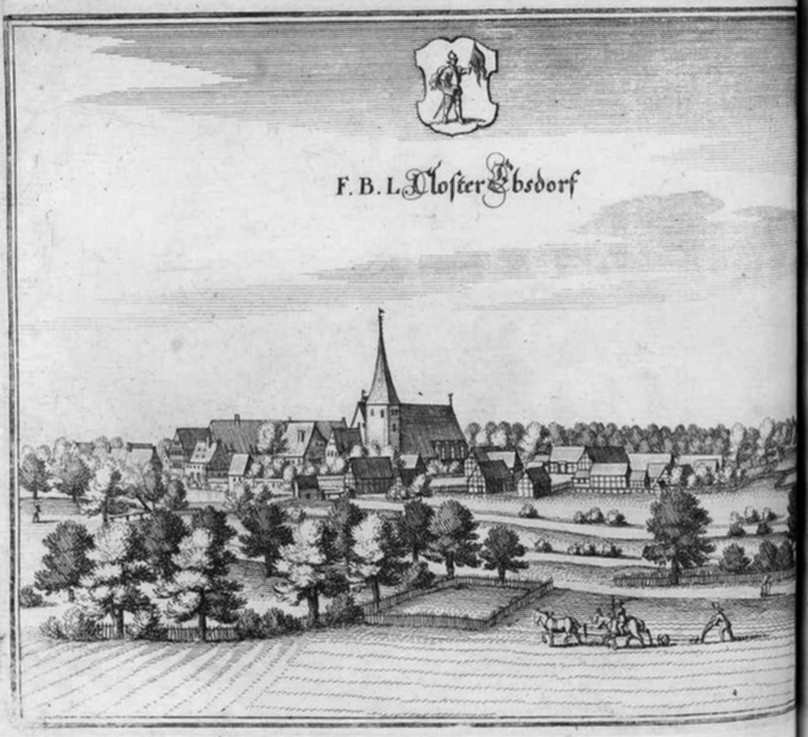
Kloster Ebstorf um 1654/1658, Stich von Matthäus Merian

Es ist nicht überliefert, wann das Kloster Ebstorf gegründet wurde. Es wurde bisher vermutet, dass Graf Volrad von Dannenberg aus dem Haus der Edelfreien von Bodwede und seine Frau Gerburg die ersten Gründer waren. Daraus schloss man auf das Gründungsdatum „um 1160“. Durch neuere Forschungsergebnisse ist diese Vermutung überholt. In einer klostereigenen Fassung, 1487 von einer Novizin geschrieben, ist überliefert, dass ein „comes Walradus cum Gerburgi coniuge“ (Graf Walrad mit Ehefrau Gerburg) das Kloster zur Zeit des Bischofs Hermann von Verden (1148–1167) gründete. In der Schrift orientierte sie sich dabei an einer älteren Vorlage. Das Kloster wurde dem hl. Mauritius gewidmet und bildete seinen Konvent aus Regularkanonikern. Es gehört zu den sechs Lüneklöstern, die nach der Reformation evangelische Konvente wurden.
In das Jahr 1197 fällt die erste urkundliche Erwähnung. Ein Ebstorfer Probst wird in einer überlieferten Urkunde aufgeführt.
Nach einem Brand im 12. Jahrhundert kamen Benediktinerinnen aus dem Kloster Walsrode nach Ebstorf, das sich zu einem Marienwallfahrtsort entwickelte. Kloster Ebstorf mit seiner Priorin unterstand der Äbtissin im Mutterkloster Walsrode. Die Klostergebäude aus dem 14. Jahrhundert, im Stil der norddeutschen Backsteingotik, sind bis heute noch vollständig erhalten, ebenso wie die Hallenkirche mit der Nonnenempore. Die Propstei stammt wie auch das Brauhaus aus dem 15. Jahrhundert. Der Propst von Ebstorf fungierte auch als Archidiakon (Regionaldekan) im zuständigen Bistum Verden. Der Anbau von Gerste und Hopfen auf den Klosterländereien ist für 1501 urkundlich belegt.
Im 15. Jahrhundert veränderte sich das Leben der Nonnen nach der Bursfelder Kloster-Reform, die ein sittenstrengeres Leben forderte, aber auch mit dem Unterricht in lateinischer Sprache verbunden war. Zur Durchsetzung eines strengen Ausgehverbotes wurde 1485 bis 1487 eine neue Mauer um das Klostergelände errichtet, hier die letzte mittelalterliche Baumaßnahme.
1529 wandelte der Celler Welfenherzog Ernst der Bekenner das Kloster in ein evangelisches Damenstift um, aber erst 1565 setzte sich die Reformation im Kloster vollständig durch. Bis heute leben hier evangelische Frauen unter der Leitung einer evangelischen Äbtissin.

## Klosterkirche

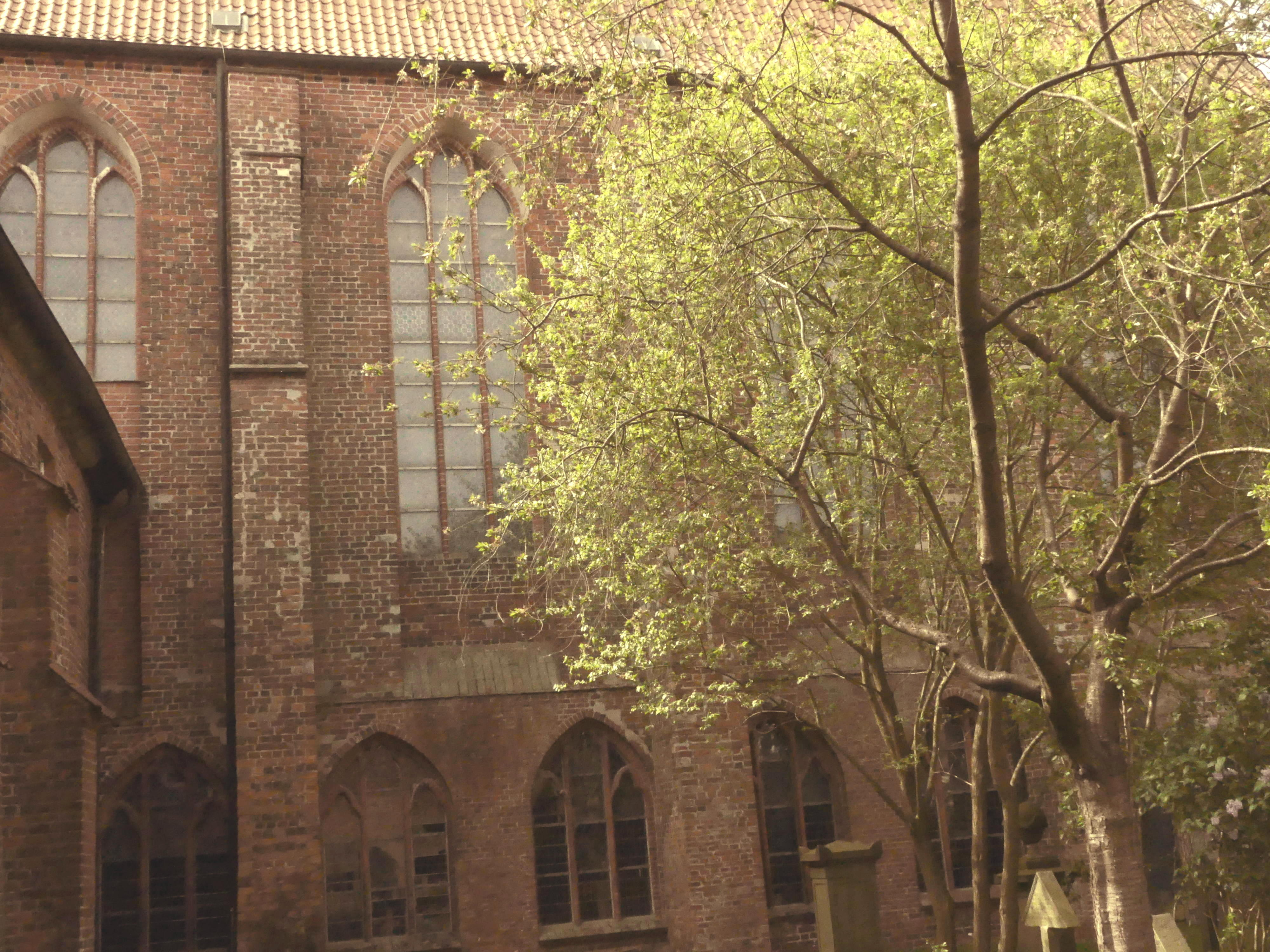
Klosterkirche von Norden, unten verglaster Kreuzgang, oben die Fenster der Nonnenempore

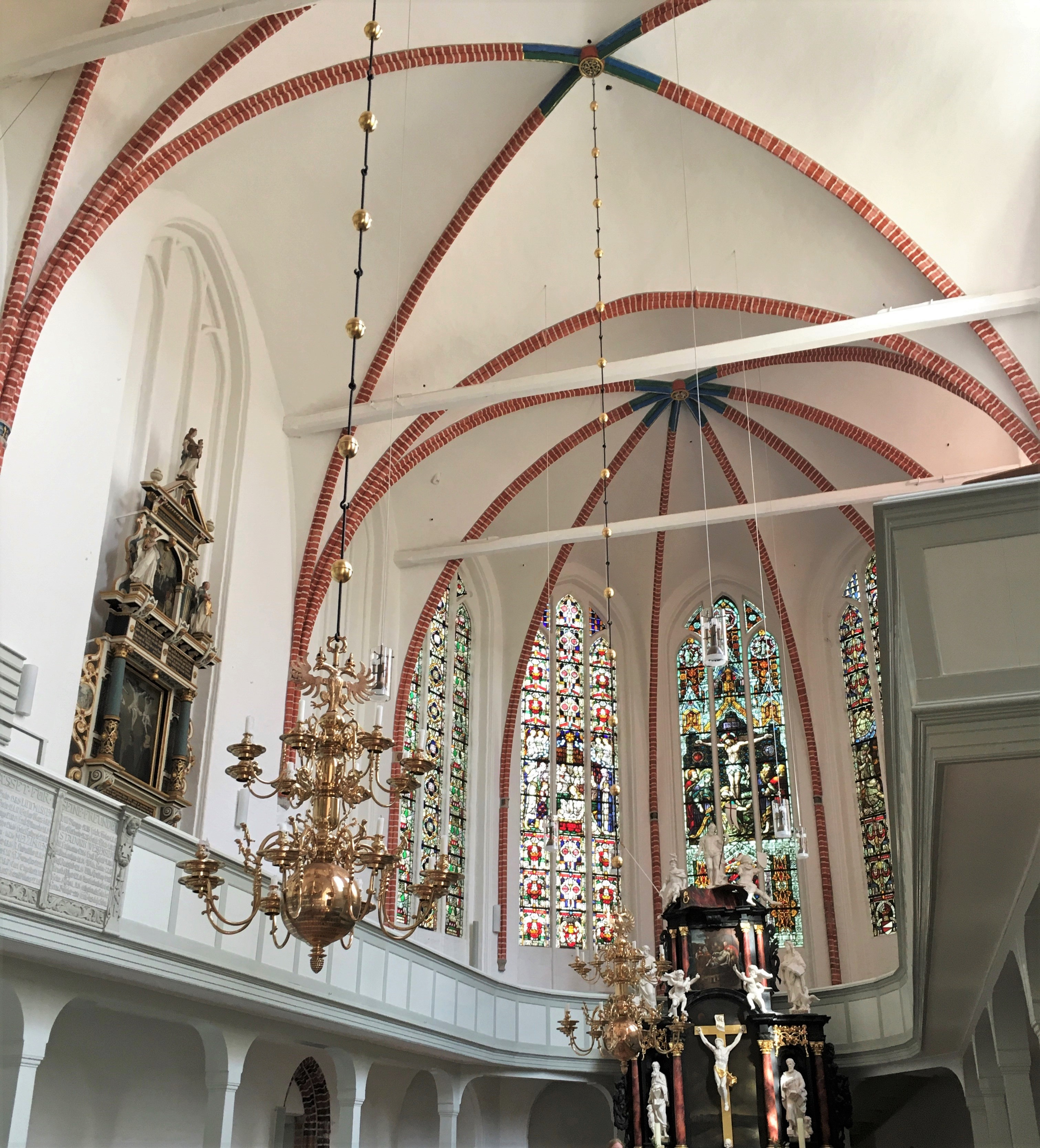
Chor, Eporen nach der Reformation eingebaut

Da das Kloster zur Bauzeit der heutigen Kirche schon seit etwa 300 Jahren bestand, hatte sie notwendigerweise Vorgängerbauten, was auch durch das Chorgestühl von 1290 (d) und das bronzene Taufbecken aus dem Jahre 1310 belegt ist. Wenn eine alte Kirche Stück für Stück durch eine neue ersetzt wurde, musste dies nicht in der Reihenfolge geschehen, wie üblicherweise Neubauten errichtet wurden, wo man zeitig im Chor einen Altar weihen wollte. Durch den großen Höhenunterschied ihrer beiden Schiffe ist die Mauritiuskirche eine Pseudobasikilka.

### Architektur
Die Klosterkirche St. Mauritius ist ein zweischiffiger gewölbter Backsteinbau aus der Mitte des 14. Jahrhunderts. Das Hauptschiff des heutigen Langhauses ist ein Jahrzehnt älter als der heutige Chor; der Dachstuhl des Langhauses wurde dendrochronologisch auf 1385 (d) datiert, der des Ostteils auf 1396 (d). Bauherr war der Propst des Klosters Heinrich von Offensen (Probst von 1366 bis 1393). Im Jahr 1393 erfolgte die Bestattung des Propstes im Hochchor der Kirche. Der massige Glockenturm wurde erst 1480 nachträglich an die Südwestecke der Kirche angebaut. Auf dem Kirchendach befindet sich ein Geläutdach mit der Stundenglocke. Diese rief früher die Nonnen zu jeder 3. Stunde zum Gebet. Heute läutet sie nur noch beim Eintritt oder Tod einer Konventualin oder der Äbtissin.
Das Hauptschiff der Kirche besteht aus sieben querrechteckigen Jochen (Kanzenverhältnis etwa 2 zu 3) und einem 7/12 Polygon. Dieses bildet zusammen mit den beiden östlichen Rechteckjochen den Chor, die übrigen fünf Joche zusammen mit dem aus fünf längsrechteckigen Jochen bestehenden Südseitenschiff das Langhaus.
Die Nonnenempore liegt im Hauptschiff des Langhauses und wird selber von einem dreischiffigen Kreuzrippengewölbe getragen. Das nördliche dieser drei Schiffe ist allerdings nicht Teil des Kirchenraums, sondern wurde durch eine Wand abgetrennt und acht der elf Joche des Südflügels des Kreuzgangs. Die beiden anderen Schiffe umfassen je sieben Jochen (von ehemals acht) gewölbt. Die beiden westlichen davon sind durch eine Wand abgetrennt.
Das östlichste der acht Johne wurde im Rahmen der Anlage der konkav gebogenen verglasten Barockwand entfernt, die heute die Empore nach Osten abschließt. Ansätze der abgetragenen Gewölbe sind erhalten. Der östliche Teil der Empore, von dem durch die barocken Glasfenster Sicht auf den Hauptaltar besteht, ist durch eine weitere Querwand vom größeren westlichen Teil getrennt, der an der Trennwand mit einem kleinen Altar ausgestattet ist. Die Südwand der Empore ist an ihrer Außenseite mit Kleeblattbogennischen gegliedert, in denen 15 Terrakottareliefs mit den zwölf Aposteln, dem heiligen Mauritius und Johannes dem Täufer sowie Christus angebracht sind, ähnlich wie in der Marienkirche zu Uelzen.
Der Fußboden der Empore ist noch original mittelalterlich. Er besteht aus rhombischen Tonfliesen, die jeweils durch parallel zu den Kanten verlaufende Rillen in vier gleich große Felder unterteilt sind.

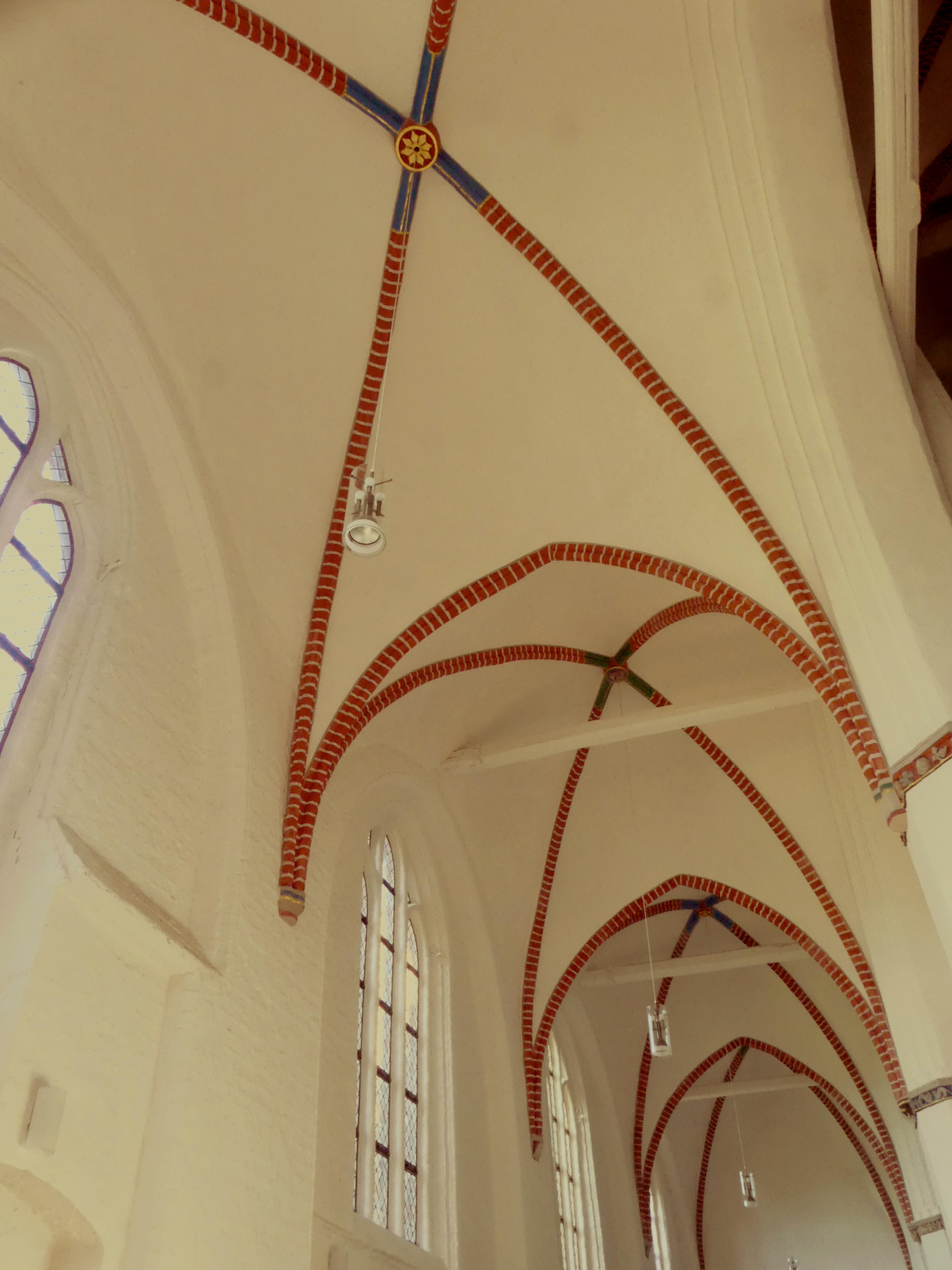
Gewölbe des Südseitenschiffs
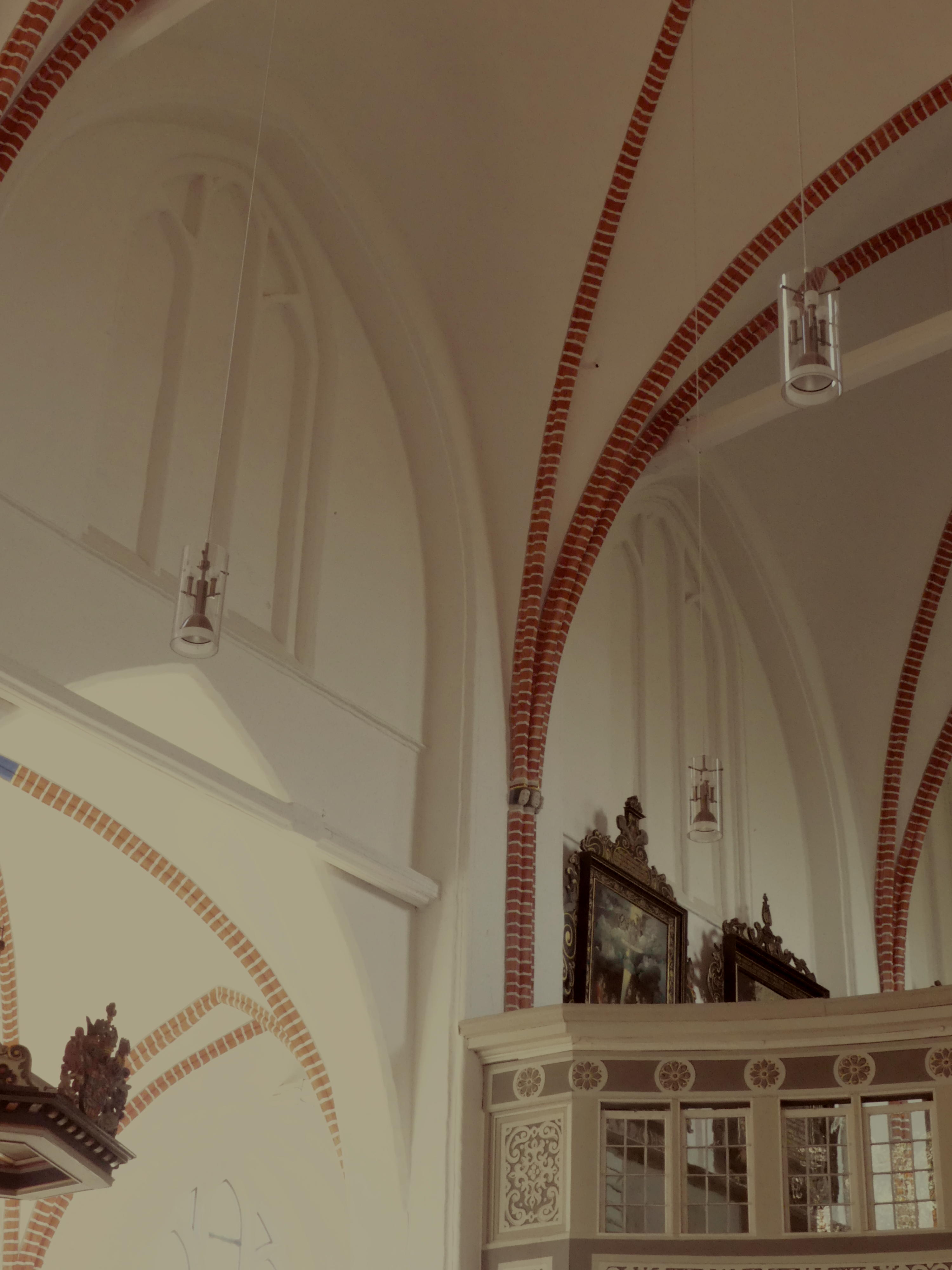
Südseite der Nonnenempore, blinde Obergaden
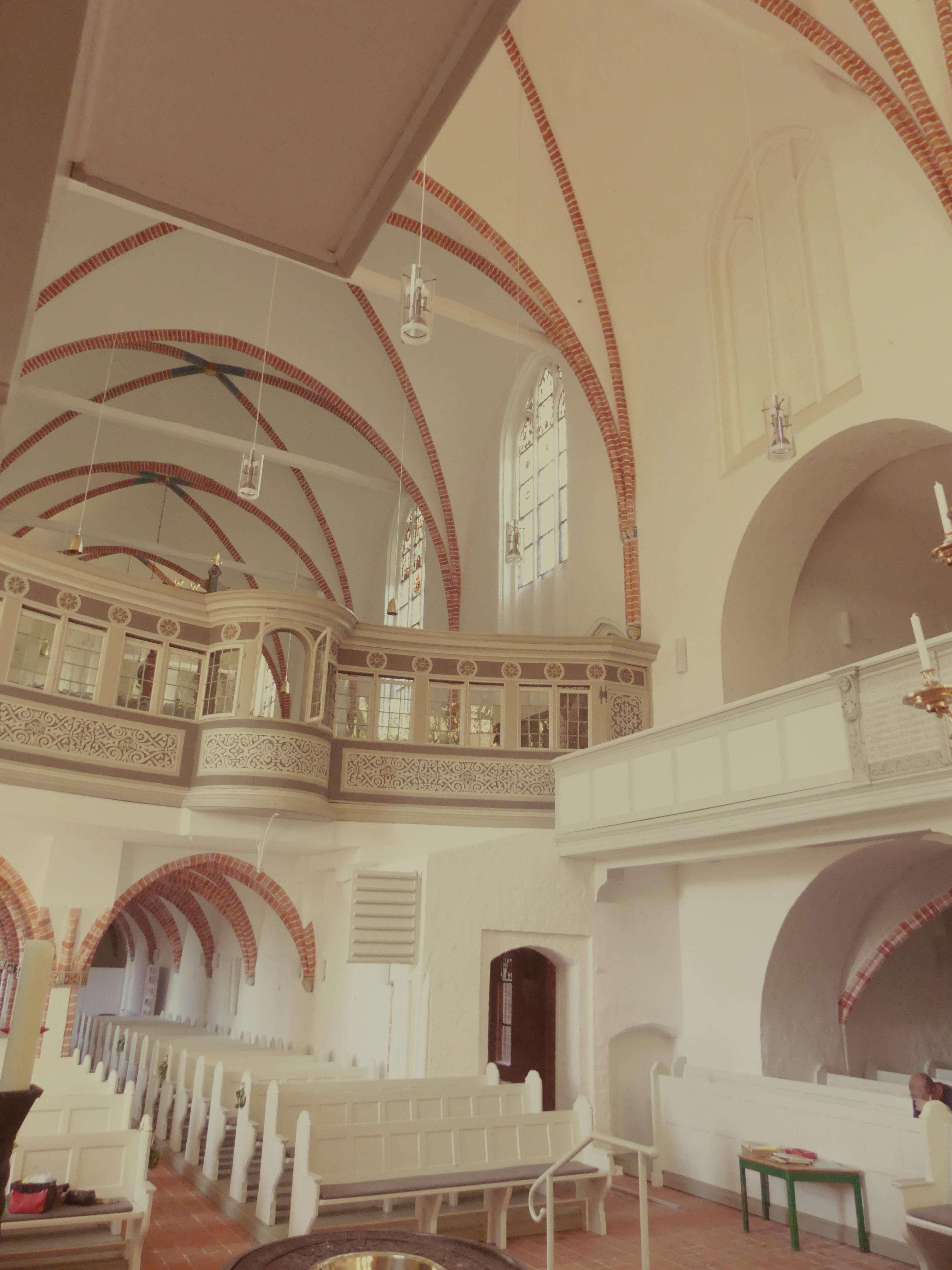
Nonnenempore nach NW, Tür zum Kreuzgang

Das östlichste Langhausjoch des Mittelschiffs ist nicht durch die Nonnenempore in zwei Geschosse unterteilt. Das südliche Seitenschiff ist erheblich niedriger. Die Hochschiffswand oberhalb der Arkade hat blinde Obergaden, die in gleicher Weise mit Maßwerk gegliedert sind, wie auf der anderen Seite der Empore die Fenster zu Hof des Kreuzgangs. Georg Dehio meinte, das Südschiff sei jünger als das Hauptschiff. Andere meinen, es sei als Gemeindekirche vermutlich gleichzeitig mit dem Hauptschiff entstanden. Der östliche Abschluss des Südschiffes wurde später verändert.
Die Südwand ist mit Spitzbogennischen gegliedert, in welchen Blendmaßwerkfenster entsprechend denen in der Nordwand zu finden sind. Der Fußboden ist aus wechselnd schwarzglasierten und roten rhombischen Tonplatten gebildet. Nach Verkürzung der Empore wurde diese zur Barockzeit mit einer konkav einschwingenden, verglasten und ornamentierten Holzwand nach Osten abgeschlossen.
Beide Schiffe der Kirche sind wie der Chor gewölbt; die Rippen und Gurte sind mit gleichstarkem Birnstab aus Formsteinen profiliert; die Gewölbedienste aus drei ineinanderlaufenden Birnstäben gebildet. Die Gewölbe ruhen auf ornamentierten und figürlichen Kämpfern und Konsolen. An der Nordseite des fünften Jochs ist eine von zwei Kreuzrippengewölben abgeschlossene Seitenkapelle zu finden.

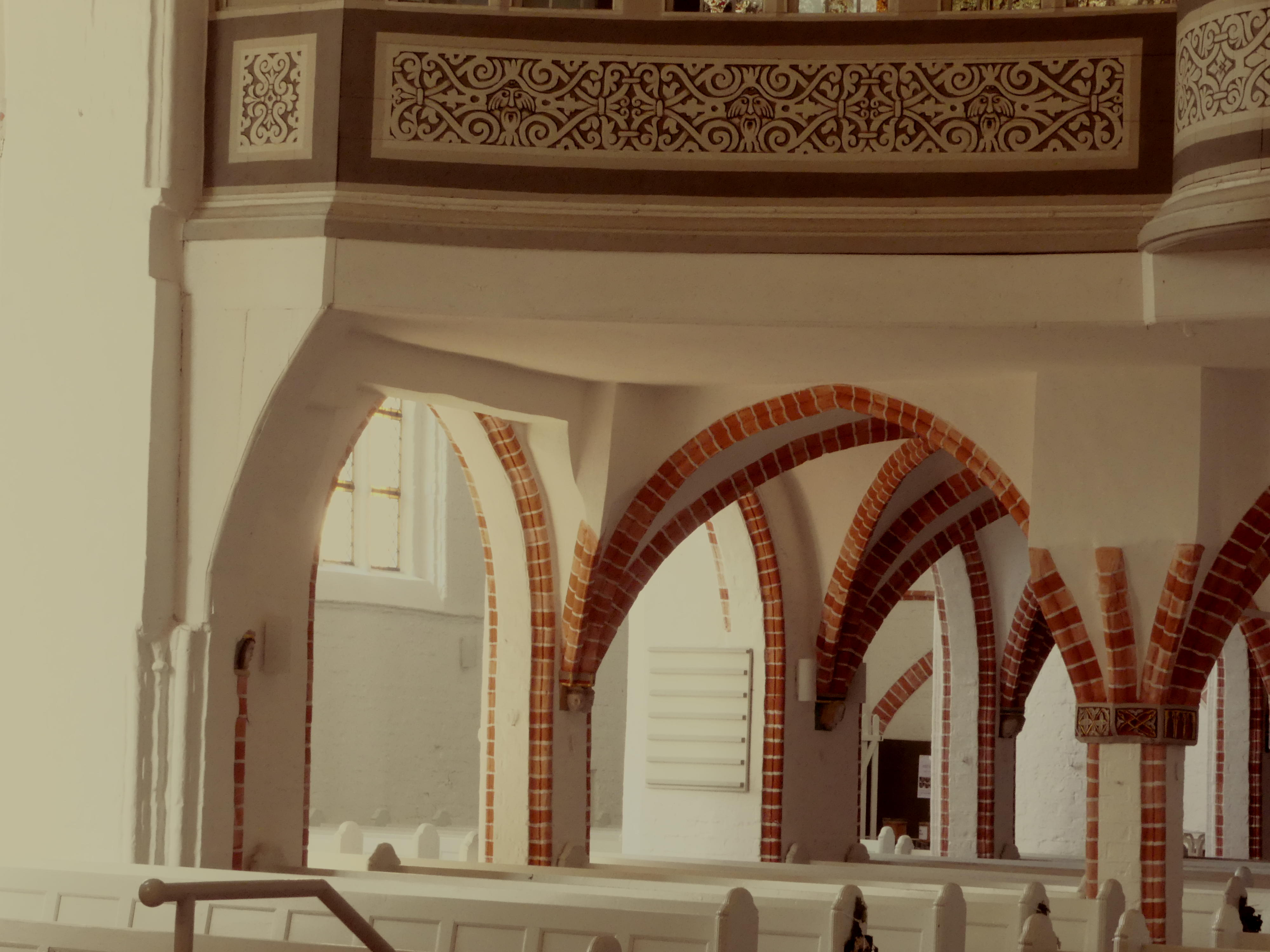
Unter der Nonnenempore, links Blick ins Südseitenschiff
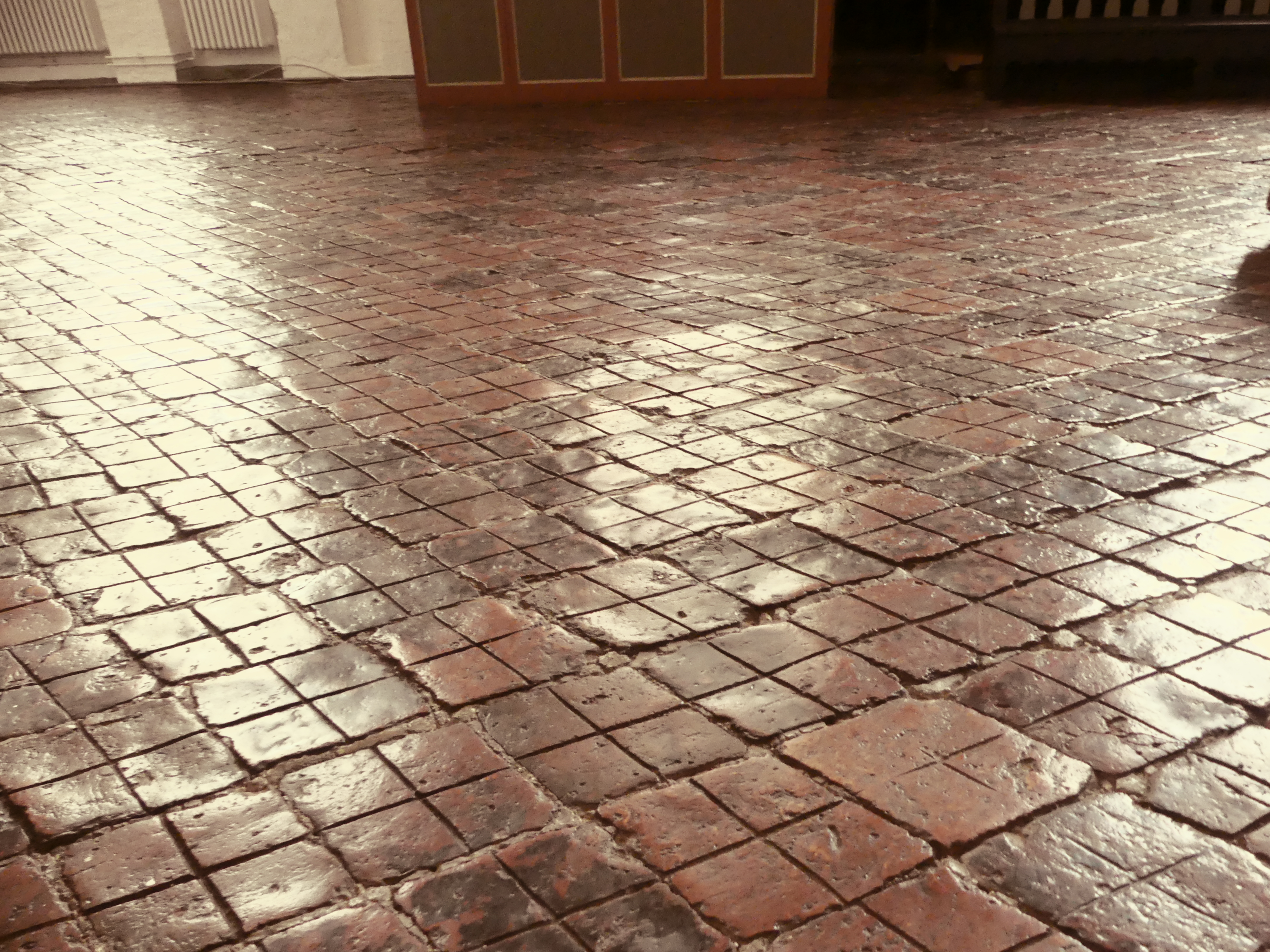
Fußboden der Nonnenempore

Der erhöhte Chor von zweieinhalb Jochen schließt mit fünf Seiten eines Zehnecks (oder sieben Seiten eines Zwölfecks). In der Chorapsis ist die Wand nahezu völlig in breite Spitzbogenfenster aufgelöst. An die Nordseite des Chors schließt sich eine Kapelle mit einem sechs- und einem vierteiligen Gewölbe an; hier befand sich ursprünglich der Haupteingang zur Kirche. Östlich davon ist eine zweigeschossige, gewölbte Sakristei an den Chor angebaut. 

### Glasmalereien
In den Nordfenstern der Nonnenempore sind Glasmalereien aus dem 16. Jahrhundert erhalten.
Die Fenster zeigen von Westen im
1. Fenster: Figuren der heiligen Ursula und des heiligen Georg unter spätgotischen Baldachinen aus dem Jahr 1523,
2. Fenster: zwei ältere Figurenscheiben und mittelalterliche Baldachinarchitekturen und künstlerisch wertvolle Ornamentscheiben,
3. Fenster: im Bogen Architekturfelder, darunter den Reichsadler mit Inschrifttafel, unten das Wappen mit der Datierung 1594,
4. Fenster: fünf kleine Wappenscheiben mit gotischer Inschrift, darüber Architekturscheiben.

Weiter sind im Chor fünf ornamentale und figürliche Glasmalereien aus den Jahren 1908 bis 1918 der Glasmalereianstalt Ferdinand Müller aus Quedlinburg zu erwähnen. Weitere Glasmalereien sind im Kreuzgang untergebracht.

### Ausstattung

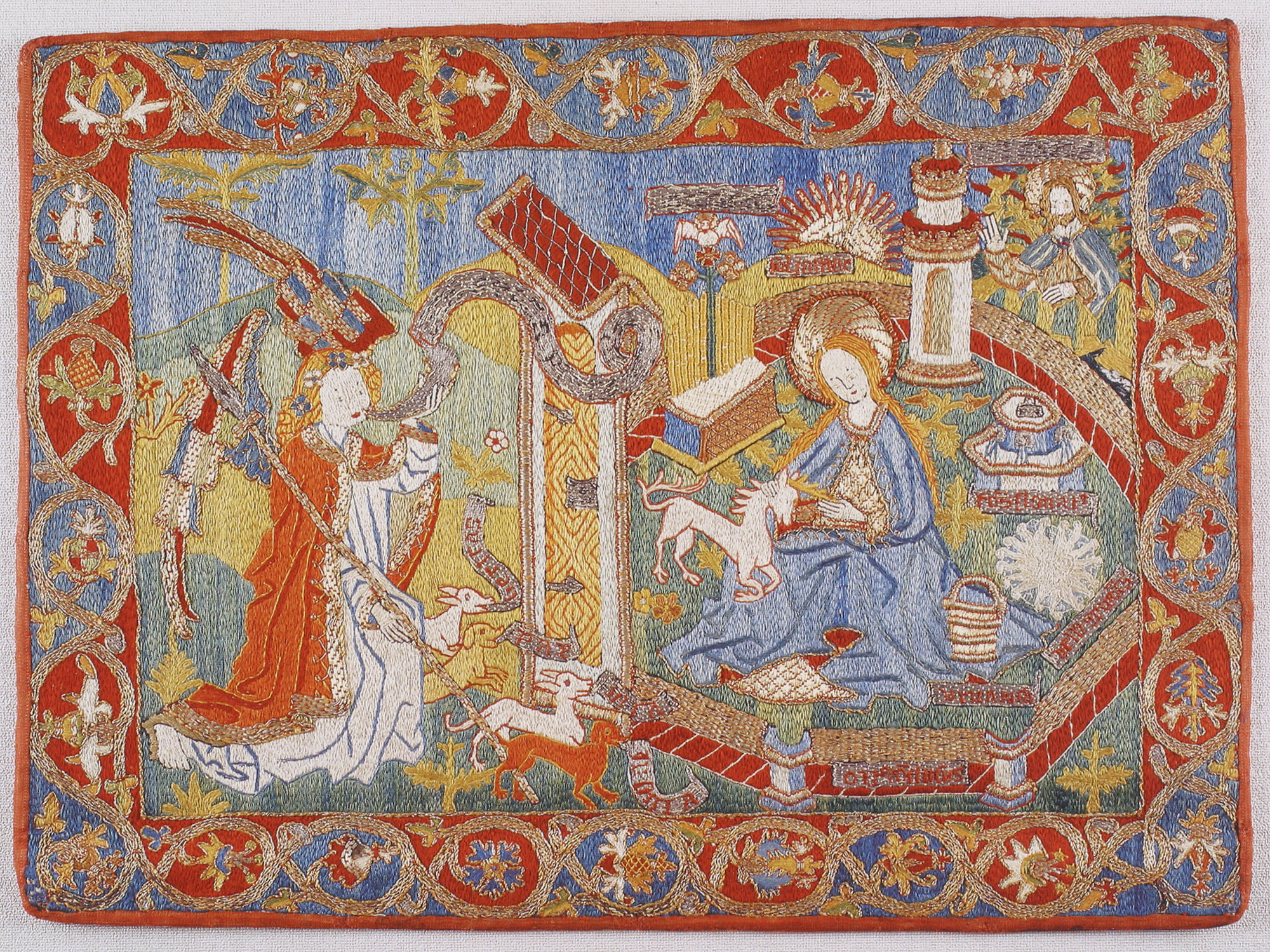
Lesepulttuch mit Einhornjagd

Auf der Nonnenempore sind Teile eines spätgotischen hölzernen Altars sowie zwei kleine Holzaltäre aus der Mitte des 16. Jahrhunderts erhalten. Das Chorgestühl wurde 1292 (d) datiert. Eine lebensgroße Statue vom Ende des 13. Jahrhunderts in einem hölzernen Schrank stellt den heiligen Mauritius dar. Eine große Sitzmadonna mit ergänztem Kopf stammt aus der Zeit um 1320 und wurde 1979 teilweise auf die ursprüngliche Fassung restauriert. Drei weitere Figuren in einer entstellenden Fassung vom Beginn des 20. Jahrhunderts zeigen eine Pietà (um 1400), eine Mondsichelmadonna (um 1500) und eine sitzende Maria aus der Zeit kurz nach 1400. Ein Tafelgemälde vom Anfang des 16. Jahrhunderts stellt die Kreuzigung dar. Weiterhin sind sieben Epitaphe des 17. Jahrhunderts zu erwähnen; besonders das Epitaph der Domina Lucia Appels († 1626) verdient Beachtung.

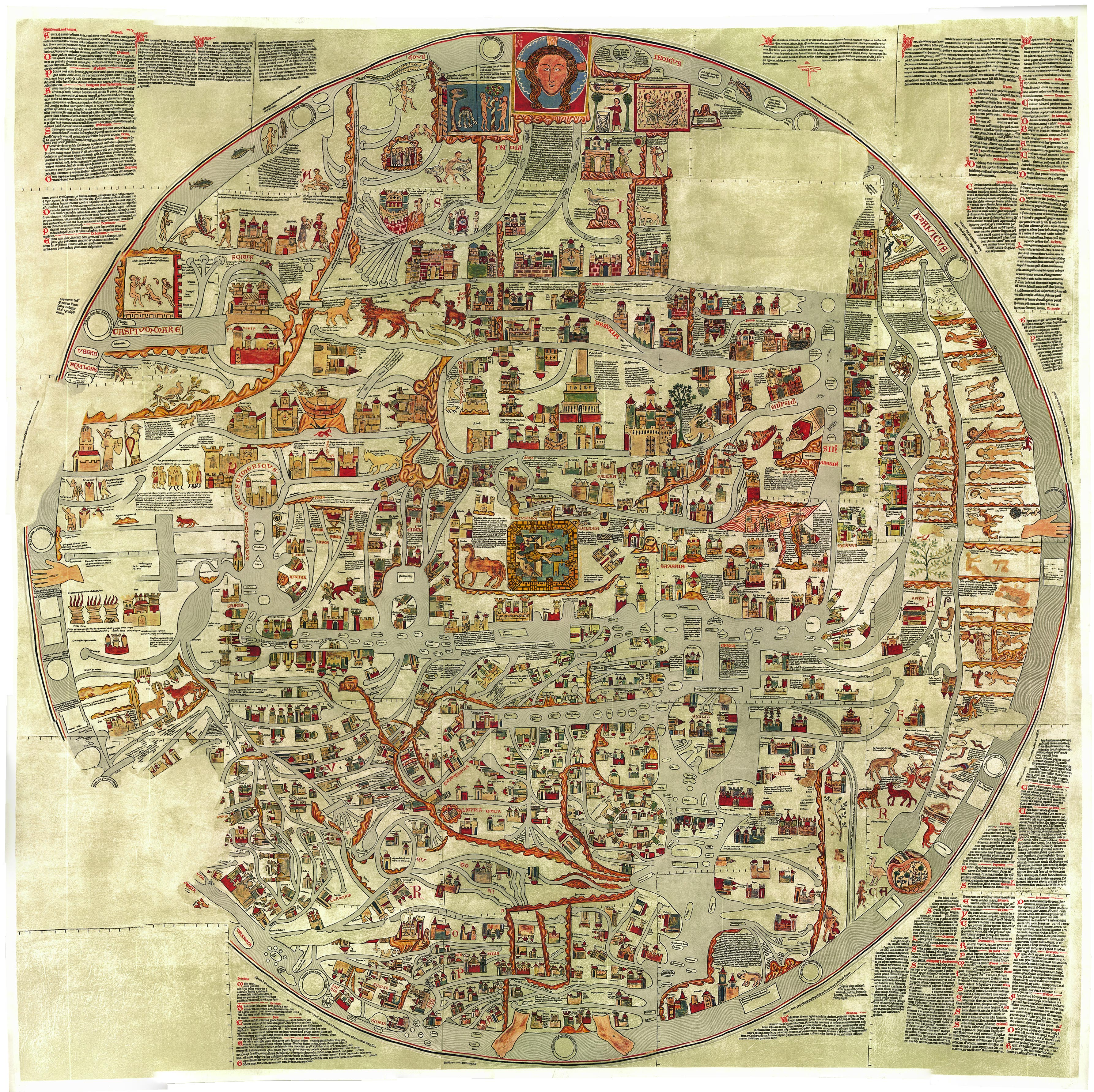
Ebstorfer Weltkarte

Ein dreiarmiger Standleuchter aus Messing zeigt am reich verzierten Fuß vier Drachen und stand ursprünglich auf einem Bodenring aus Messing. An der Gabelung der mit Schaftringen verzierten Arme ist eine Statuette des heiligen Mauritius angebracht.
Im Chor zeigt der Hochaltar von 1684 einen reichen Aufbau mit Säulen, geschnitzten Wangen, Evangelistenfiguren, Putten und ein Kruzifix vor einer gemalten Landschaft. Das Bronzetaufbecken wurde 1310 von Meister Hermanns geschaffen und zeigt auf der Wandung Reliefs mit mehrfach wiederkehrenden Darstellungen; der Kessel steht auf vier Trägerfiguren mit Bodenring. Die Kanzel mit reichen Renaissance-Ornamenten wurde im Jahr 1615 von Meister Cordt Stein aus Lüneburg geschaffen. Auf der Nordempore findet sich ein Epitaph für Amtmann Joh. Witte († 1613) mit einem Säulenaufbau und Gemälde.

### Bibliothek und Weltkarte
Die Bibliothek des Klosters hat ein theologisches Bestandsprofil und besitzt zahlreiche Handschriften. Ein Teil wird im Kloster selbst aufbewahrt, der andere in einer Sammlung der Gesellschaft für bildende Kunst und vaterländische Altertümer in Emden.
Berühmt wurde das Kloster durch seine Ebstorfer Weltkarte aus dem 13. Jahrhundert. Jahrhundertelang abgelegt, wurde sie um 1830 in schadhaftem Zustand gefunden. Nach Abschluss der jahrzehntelangen Restaurierung wurden Ende des 19. Jahrhunderts vier genaue Kopien erstellt. Das Original ist 1943 in Hannover bei einem der Luftangriffe auf Hannover verbrannt. Im Kloster kann in einem Nebenraum des Remters eine der vier Kopien besichtigt werden. Weiterhin sind kostbare Stickereien aus der Zeit seit dem 14. Jahrhundert ausgestellt.

## Klostergebäude

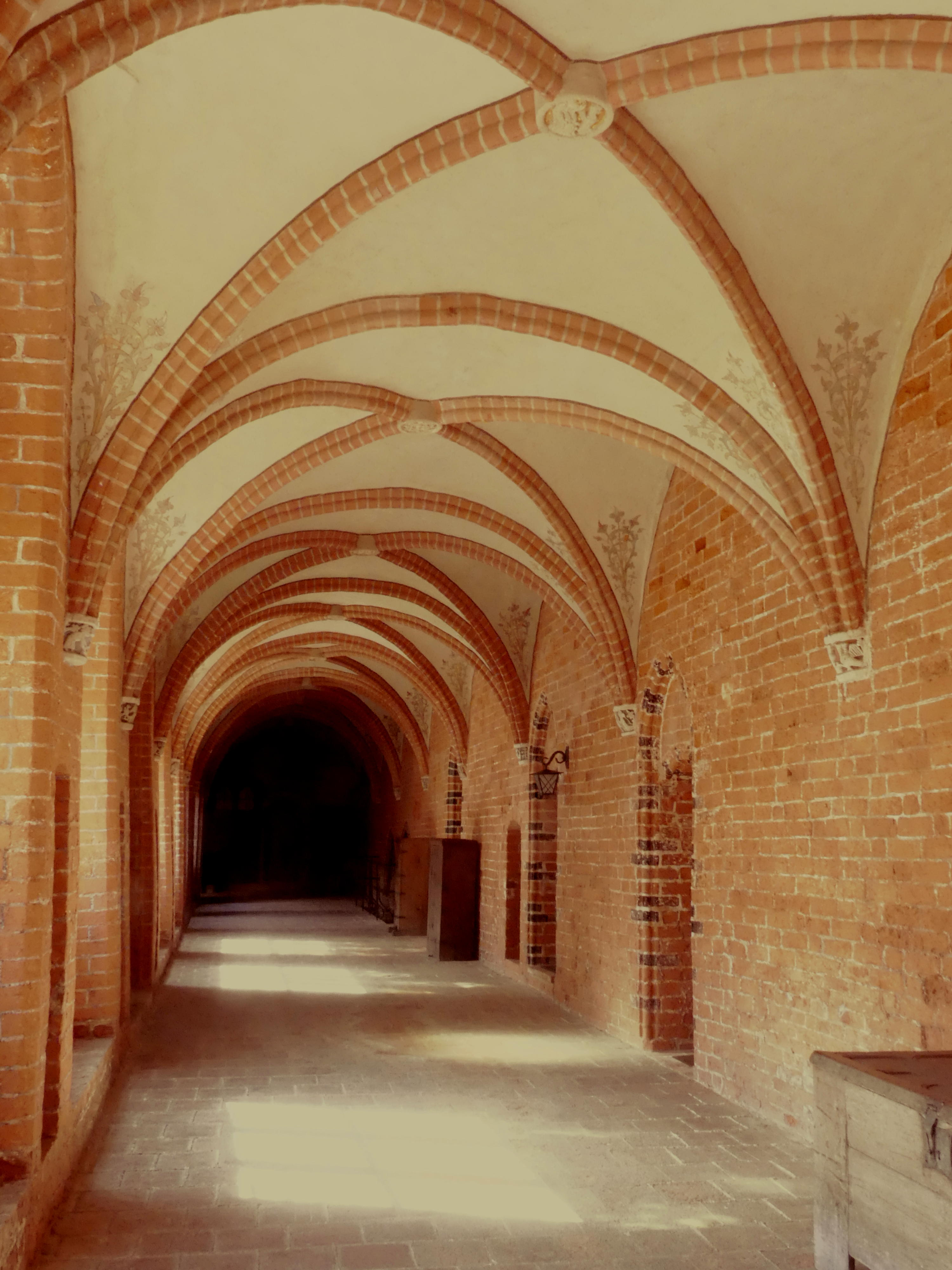
Kreuzgang

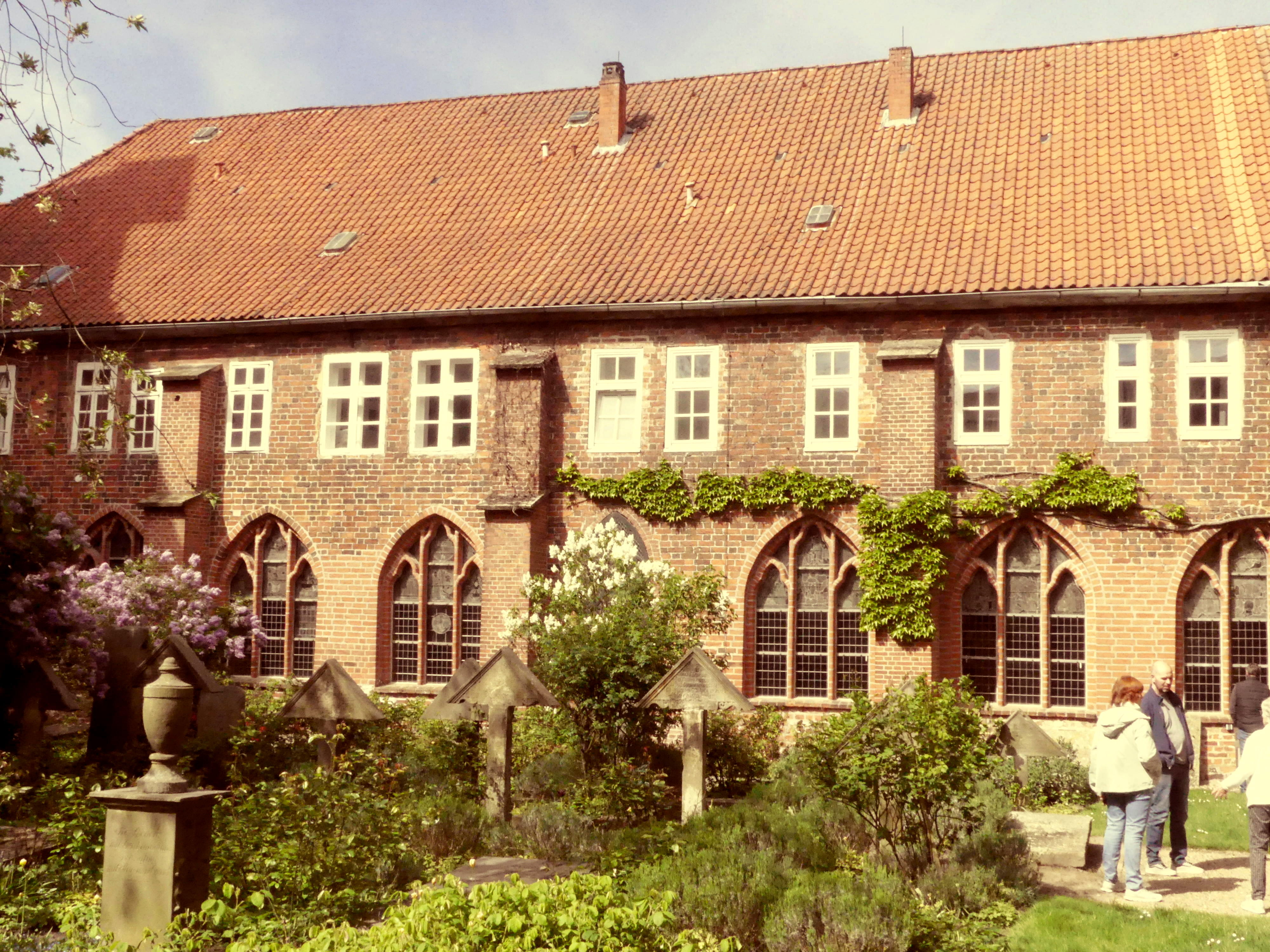
Äbtissinnenflügel im Westen des Kreuzganghofs

Der Kreuzgang umschließt den inneren Hof der Klausur an allen Vierseiten und ist zu diesem Hof hin vollständig verglast. Die dreiteiligen Maßwerkfenster enthalten in ihren oberen Hälften Glasmalereien aus der Zeit um 1420, die in den Jahren 1978 bis 1987 gereinigt wurden. Sie zeigen einzigartige Darstellungen aus dem Speculum humanae salvationis, die im südlichen Flügel des Kreuzgangs beginnen. In der Art typologischer Darstellungen sind jeweils eine Szene aus dem Neuen Testament im oberen Feld den entsprechenden Darstellungen aus dem Alten Testament oder der Geschichte in den unteren drei Feldern gegenübergestellt.
Drei Flügel des Kreuzgangs haben noch gotische Kreuzrippengewölbe mit Birnstabrippen und Schlusssteinen. Die Konsolen und Schlusssteine sind mit figürlicher Bauplastik geschmückt.
An der Westseite des Kreuzganghofes liegt der Äbtissinnenflügel. Hier sind zwei spitzbogige Arkaden des 13. Jahrhunderts erhalten, die erkennen lassen, dass der Boden des Kreuzgangs anfangs einen Meter tiefer lag als heute. Im Nordflügel gibt es auf der Fensterseite des Kreuzgangs gegenüber dem Eingang zum Refektorium ein bronzenes Waschbecken erhalten, das 1480 von Bartelt up de Rit aus Lüneburg angefertigt wurde.

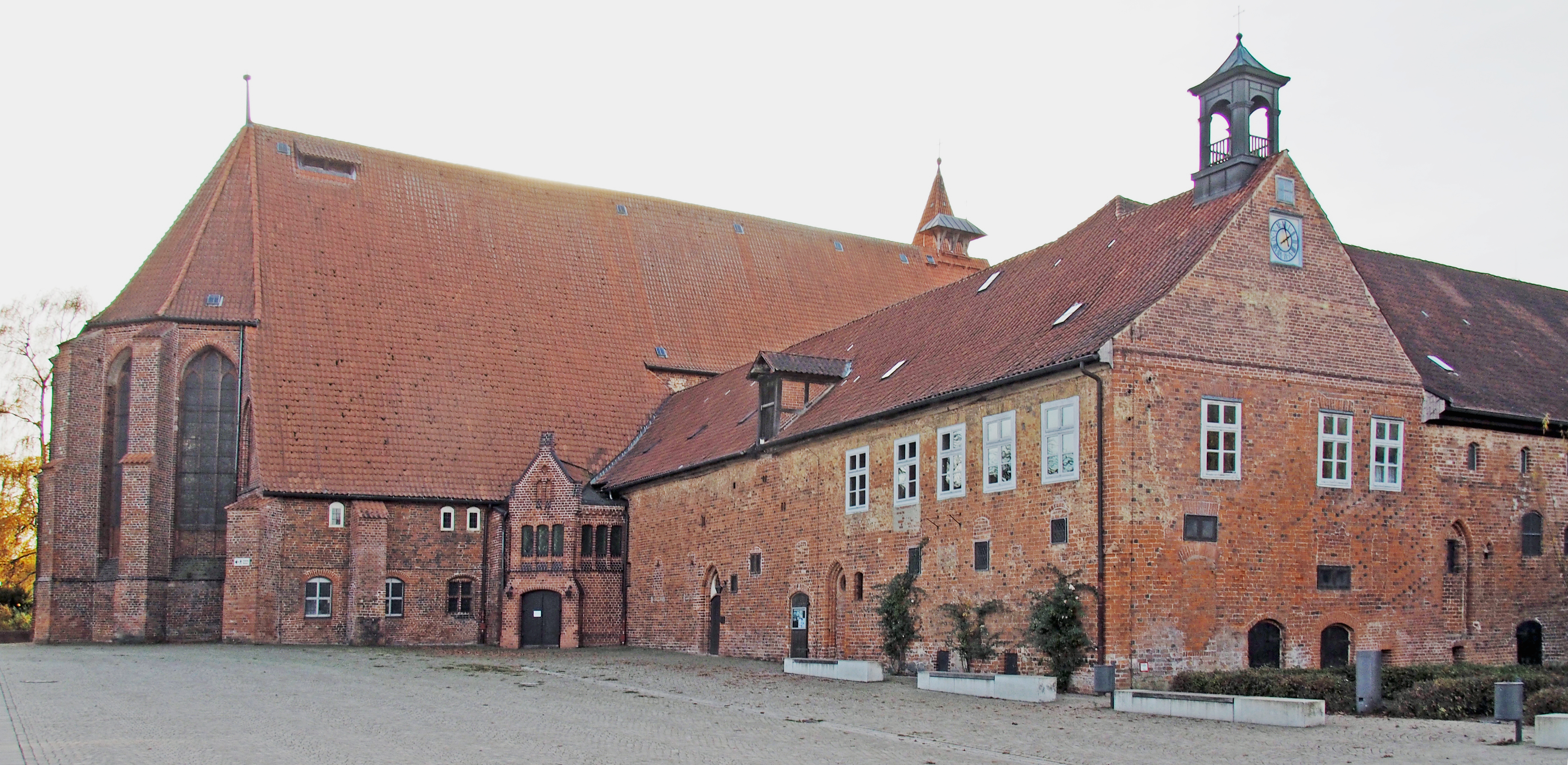
Ostflügel des Klosters mit Vesperglocke von 1601, Klosterkirche mit Stundenglocke und Turmspitze

Der Nordflügel der Klausur enthielt im Erdgeschoss das Refektorium und im Obergeschoss die Dormitorien. Im Zusammenhang mit dem Einbau abgeschlossener beheizbarer Wohnungen für die Konventuralinnen wurden hier die Kreuzrippengewölbe des Kreuzgangs durch ein Tonnengewölbe ersetzt, es ist an der Seite mit Wappen von Konventualinnen bemalt.
Der Klostereingang lag ursprünglich im Ostflügel. Auf dessen Nordgiebel befindet sich die Vesperglocke von 1601. Sie diente den Landarbeitern, die in der Regel keine Uhr besaßen, als Zeitmaß. Sie läutete um 6:00 Uhr zum Arbeitsbeginn, um 12:00 und 13:00 Uhr zur Mittagszeit und um 18:00 Uhr zum Ende der Arbeitszeit.
Im Kreuzgang sind zahlreiche Möbel aus der Zeit seit dem 13. Jahrhundert aufgestellt. Der Kreuzhof diente von der Reformation bis ins 19. Jahrhundert als Friedhof für die Klosterangehörigen.

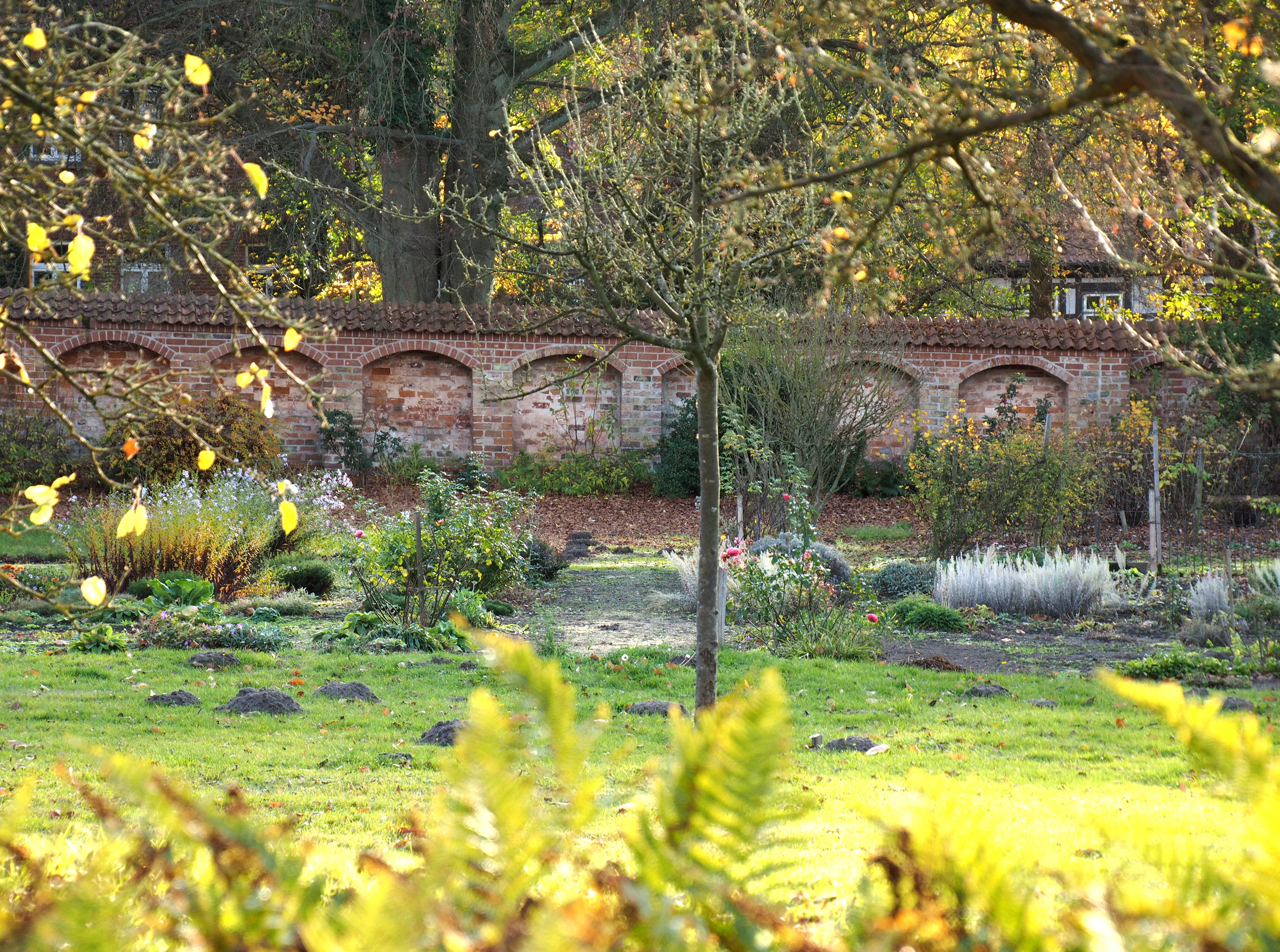
Südlicher Teil des Klostergartens

Der Nordflügel hat eine etwa gleich lange Verlängerung nach Westen. Er enthält weitere Schlafräume bzw. heute Wohnungen. Im Unterschied zu den Gebäuden um den Kreuzgang hat erzwischen unterem und oberen Geschoss ein Mezzanin. In sein Erdgeschoss wurde in jüngerer Zeit der Haupteingang verlegt, abweichend von den üblichen Wortbedeutungen in Ebstorf als „Remter“ bezeichnet und vom Refektorium unterschieden.
An das Ende dieses Schlafhaus schließt nach Süden die Probstei an, die Wohnung für den männlichen Verwalter des Klosters. Auffällig repräsentativ sind seine Eingänge und die hohen Erdgeschossfenster gestaltet. Zusammen mit dem Schlafhaus und dem Äbtissinnenflügel umschließt es den nach Süden hin offenen äußeren Innenhof, der parkartig gestaltet ist. Südlich schließt sich der Klostergarten an. Das Gelände fällt nach Westen hin ab und jenseits des Herrenhauses fließt die Schwienau.
Nördlich des Schlafhauses ist unter anderem das Brauhaus gelegen, ein vermutlich spätmittelalterlicher Backsteinbau ohne besondere Stilmerkmale.

## Kirchhof
Die Superintendentur
Ebstorf war von 1531 bis 1926 Sitz der Superintendentur für die Inspektion Ebstorf.
Das ursprüngliche Gebäude stammt von 1562, musste aber bereits 1623 wegen Baufälligkeit durch einen Neubau ersetzt werden. Im Dreißigjährigen Krieg (1629) brannte das Haus ab, wurde aber im gleichen Jahr wieder aufgebaut und dann 1739 mit einem zweiten Stockwerk versehen. Der heutige Bau ist aus dem Jahr 1856. Der Weg mit der hohen Ziegelstein-Mauer von 1485, den der in diesem Haus wohnende Superintendent nahm, um zur Klosterkirche zu gelangen, wird Superintendentengang genannt.
Das Pfarrwitwenhaus
1570 wurde die linke Hälfte dieses Gebäudes als Pfarrwitwenhaus erbaut. Im Dreißigjährigen Krieg wurde es stark beschädigt. 1639–1640 erfolgte die Reparatur und zur Aufnahme einer zweiten Familie wurde rechts eine Hälfte angebaut. 1945 wurden hier mehrere Flüchtlingsfamilien untergebracht. Heute ist das Haus in Privatbesitz.

## Wirtschaftshof
Auf dem Domänenplatz, dem ehemaligen Wirtschaftshof des Klosters, stehen noch viele Gebäude aus früheren Zeiten. Der Platz selbst wird heute als Parkplatz genutzt.
Das Herrenhaus
Das ursprünglich 1486 vom Probst von dem Knesebeck als Wohnung für den Herzog zu Braunschweig-Lüneburg erbaute Haus wurde mehrfach erneuert und vergrößert, erstmals 1535 erfolgte ein Ausbau. Der heutige Bau stammt aus dem Jahr 1630. Die Herzöge wohnten hier, wenn sie zur Jagd kamen. In der anderen Zeit bewohnten der Probst, der Amtmann oder später der Domänenpächter das Gebäude. 1936 wurde ein Landwirt aus dem Gebiet Bergen-Hohne hier angesiedelt, der für den Bau des Truppenübungsplatzes Bergen dort sein Anwesen aufgeben musste. Er gab 1993 die Landwirtschaft auf und verkaufte das Gebäude. 2000 wurde das Haus von einem Privatmann erworben und aufwändig restauriert.
Die Amtskornscheune
Die Scheune wurde 1622 erbaut. Sie diente als Zehntscheune und Stallgebäude. Ab 1879 nutzte die Forstverwaltung das Gebäude. Heute sind ein Kindergarten und das Mehrgenerationenhaus hier untergebracht.
Der lateinische Spruch auf dem Setzbalken lautet:

„Betrachtet dreierlei Vergangenes: das begangene Böse, das unterlassene Gute, die verlorene Zeit

 Dreierlei Gegenwärtiges: des Leben Vergänglichkeit, die geringe Zahl der zu Rettenden und die Schwierigkeit beim Retten

 Dreierlei Zukünftiges: des Todes Grausamkeit, des letzten Gerichtes Strenge, der Hölle unerträgliche Qual

 Was bin ich? Wer? Von welcher Art? Wie groß? Der Wievielte? Von wo? Von welchen Eltern stamme ich ab? Wohin strebe ich? Auf welchen Wegen?

 Ein Wurm. Ein Mensch: Ein schlechter. Ein kleiner. der letzte von ganz unten. Von ebensolchen stamme ich ab. Ich strebe zum Himmel. Durch den Glauben. Gelobt sei der Name des Herrn.
“

Die Domänenscheune
Die Scheune wurde 1576 errichtet, sie ist über 60 Meter lang. Der unter Denkmalschutz stehende eingeschossige Fachwerkbau ist der älteste datierte Vierständerbau des Landkreises Uelzen. 1936 erfolgte ein Umbau. Für einen aus der Ostheidmark umgesiedelten Landwirt wurde hier eine neue Bauernstelle errichtet.

### Auflösung der Domäne
Im Zuge der Errichtung des Truppenübungsplatzes Bergen erfolgte vom Sommer 1935 bis Mai 1936 die Umsiedlung der Bevölkerung und Räumung des dafür benötigten Gebietes der Ostheidmark. Die 290 ha große Domäne Ebstorf und ein Privathof wurden 1936 aufgelöst und aufgeteilt. Mehr als 100 Bewohner von 19 Bauernhöfen aus Hohne, Hohnerode, Manhorn, Hasselhorst, Bleckmar und Wardböhmen fanden hier einen neuen Besitz und eine Unterkunft.

Auf dem Klostergelände
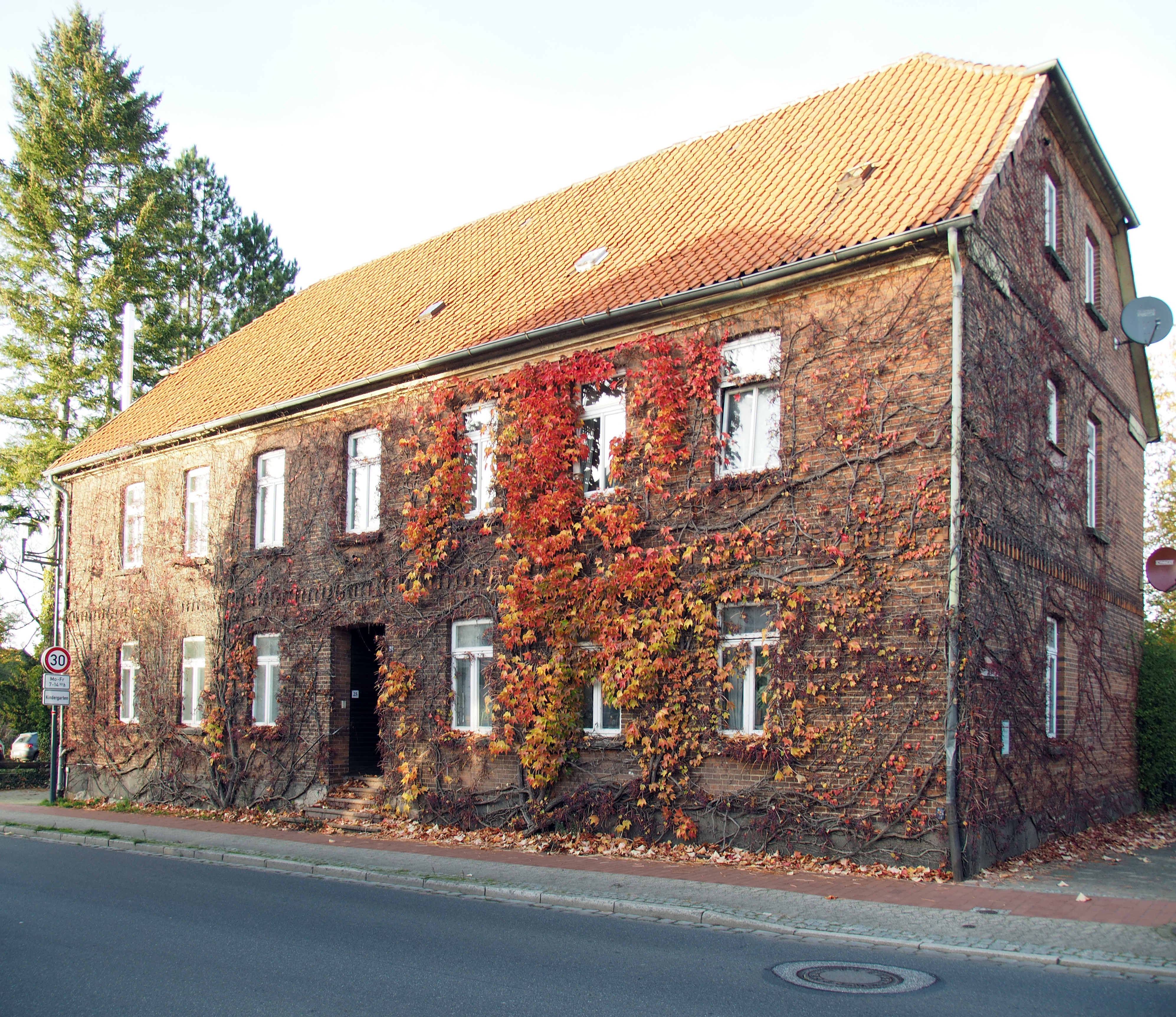
Superintendentenhaus (Altes Pfarrhaus)
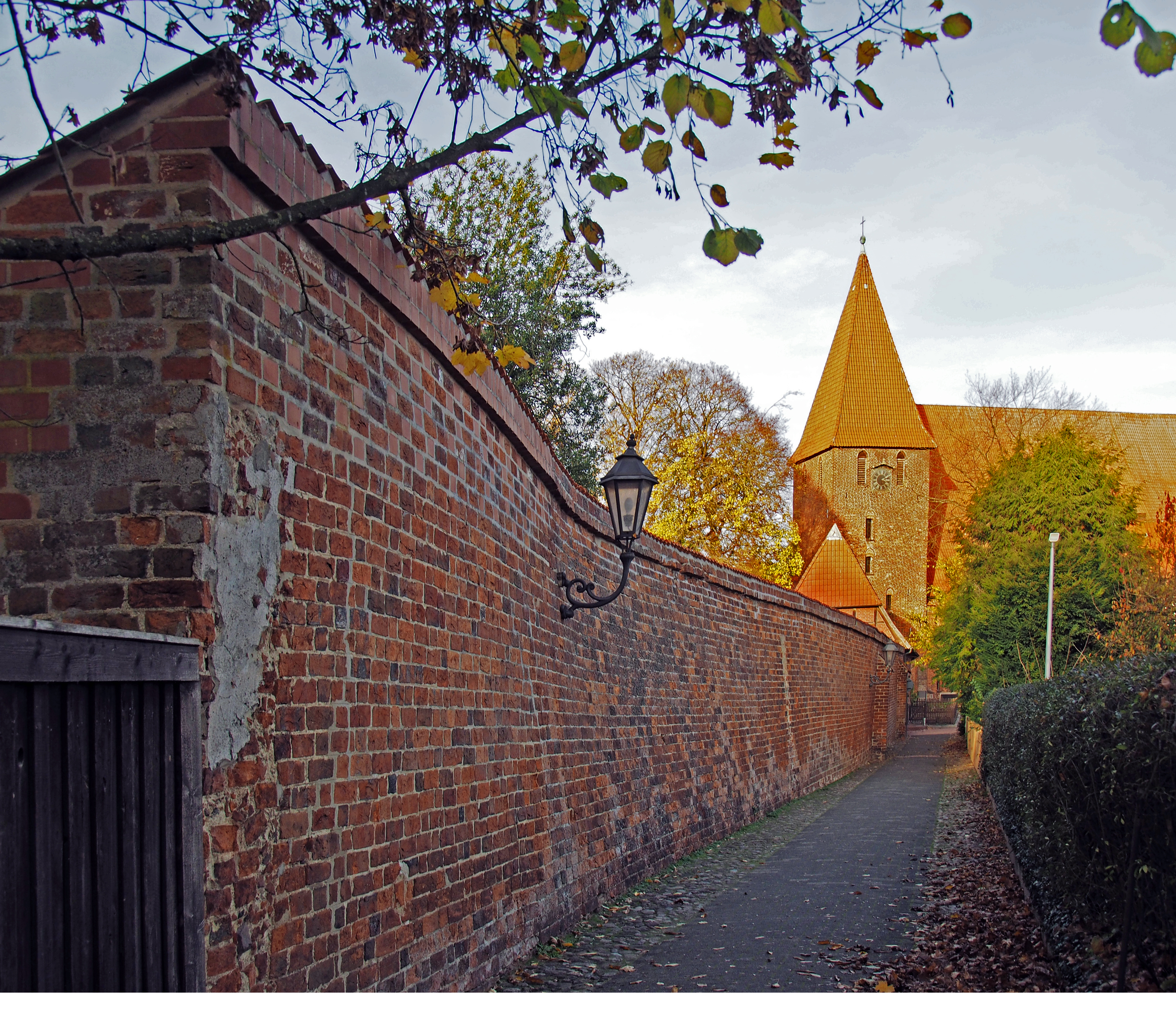
Superintendentengang mit östlicher Mauer des Klostergartens
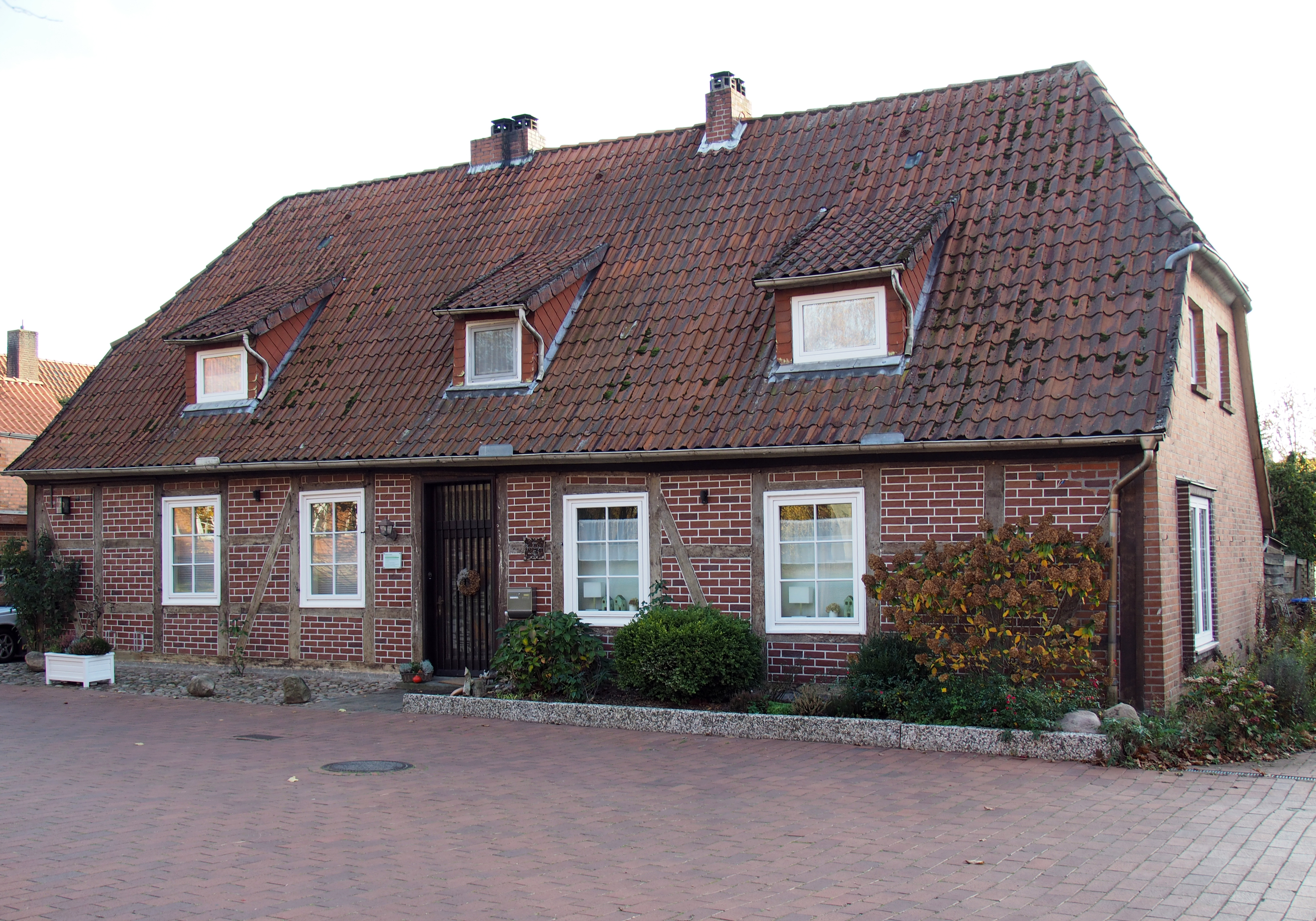
Pfarrwitwenhaus
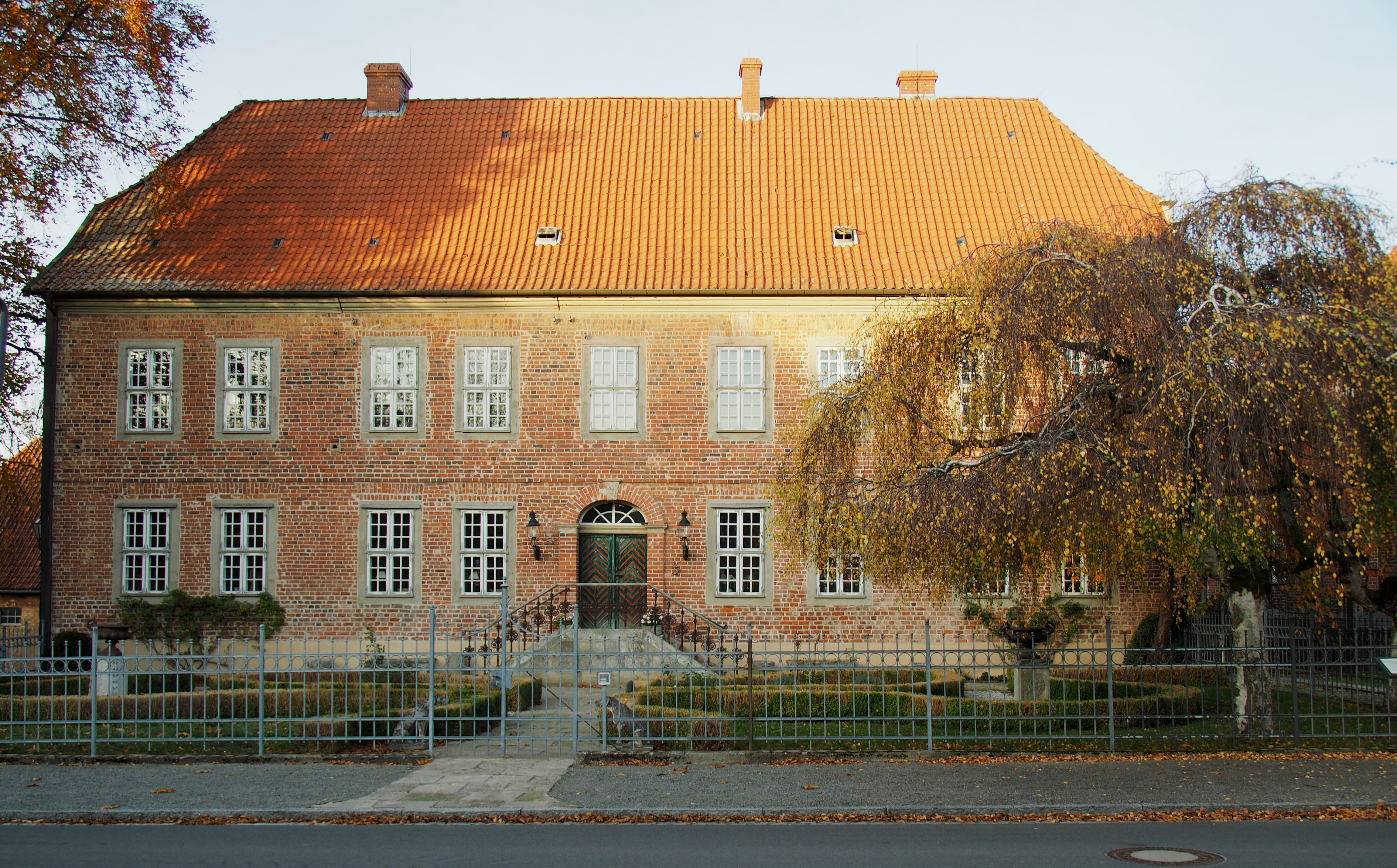
Herrenhaus (ehem. Jagdschloss der Herzöge von Braunschweig-Lüneburg)
Amtskornscheune (ehemalige Zehntscheune)
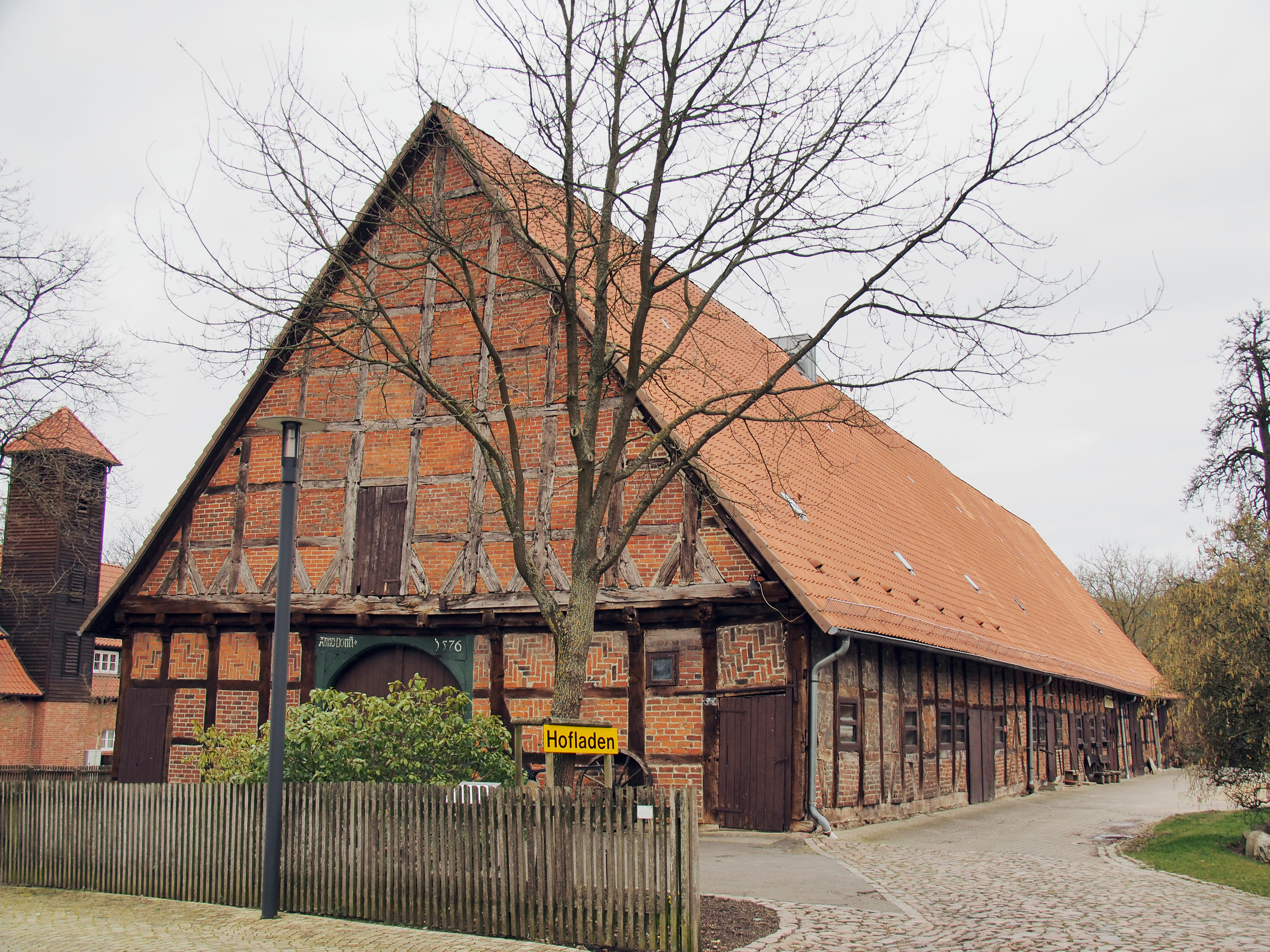
Domänenscheune von 1576, älteste und größte Vierständerscheune im Landkreis Uelzen